# Emilio Mola
Emilio Mola y Vidal, Mola 1. hercege, Spanyolország Grandéja (1887. június 9. – 1937. június 3.) spanyol katona, a nacionalisták egyik szervezője és vezetője volt a spanyol polgárháború elején. Harcolt a Rif háborúban az afrikai spanyol gyarmatokon a reguláris hadsereg tisztjeként. 1927-ben léptették elő dandártábornokká, 1930-ban Primo de Rivera bukása után a belbiztonság igazgatója lett. Erősen antiszemita volt, aki a lázadásokat és a második köztársaságot a zsidóknak tulajdonította. Miután 1936-ban a Népfront került kormányra, hazahívták Marokkóból és Pamplona katonai kormányzójává nevezték ki. Jelentős része volt a polgárháborút kirobbantó katonai puccs megszervezésében és a harcokban az északi hadsereg vezetését bízták rá. Madrid ostroma során ő használta az ötödik hadoszlop kifejezést. 1937. június 3-án halt meg repülőgép-balesetben, aminek következtében Francisco Franco maradt a nacionalisták egyetlen prominens vezetője.

## Életpályája
1887. június 9-én született az akkoriban spanyol gyarmat Kubában egy ott állomásozó katonatiszt gyerekeként. 1907-ben beiratkozott a toledói Gyalogsági Akadémiára. Részt vett a Spanyol Marokkóban folyó Rif háborúban, ahol megkapta a Medalla Militar Individual kitüntetést. 1927-ben dandártábornokká léptették elő. 1930-ban a belbiztonság igazgatója lett és elvei miatt összeütközésbe került a liberális és szocialista politikusokkal. Az 1936-os választást követően ezért Marokkóból Pamplonába vezényelték katonai kormányzónak, mivel azt a pozíciót jelentéktelennek tekintették. Mola azonban ennek köszönhetően könnyebben tudta megszervezni a katonai puccsot és kapcsolatot tarthatott a karlistákkal. A szervezkedésben „Direktor” fedőnéven vett részt.
Manuel Azaña elnök július 18-án megpróbált megegyezni a tábornokokkal és Mola számára hadügyminiszterséget ajánlott a kormányban, azonban ők eddigre már elhatározták a puccs véghezvitelét, és másnap Mola bejelentette Navarrában a lázadást. A puccs sok sikertelenséggel indult; 20-án lezuhant a vezetőnek szánt José Sanjurjo gépe és a lázadók csak kevés helyen tudták sikeresen átvenni a hatalmat, a Népfront-kormány pedig a helyén maradt. Szeptember végére sikerült stabilizálni a nacionalisták pozícióit, és Mola 9 másik tábornokkal együtt elfogadta Franco katonai és államfői vezetését. Mola az északi hadsereg irányítását kapta meg. Októberben sikertelen támadást vezetett Madrid ellen.
1937. június 3-án repülőgépe a rossz időjárási viszonyok miatt lezuhant és Mola életét vesztette a balesetben. Miután a nacionalisták másik prominens vezetője, Sanjurjo is így halt meg, és ezt követően Franco maradt az egyetlen jelentős vezető, így hamar felmerült a gyanú, hogy része volt ezen balesetek előidézésében. Erre azonban nem sikerült bizonyítékot találni. Halála után Franco posztumusz Mola 1. hercegévé és Spanyolország Grandéjává tette, amit fia, Emilio Mola y Bascón örökölt meg.